# Margaretha Loys
Margaretha Loys OCist (* 1610 in Ensisheim; † 25. März 1686 in Lichtenthal) war eine elsässische Zisterzienserin und von 1658 bis 1686 Äbtissin des Zisterzienser-Klosters Lichtenthal.

## Leben
Maria Margaretha Loys aus Ensisheim war zunächst Priorin im Kloster Olsberg, wohin man sie 1657 entsendet hatte, bevor sie am 8. September 1658 zur neuen Äbtissin des Klosters Lichtenthal gewählt wurde. Den Vorsitz bei ihrer Wahl hatte Abt Bernardin Buchinger aus dem Kloster Lützel. Die Amtszeit von Äbtissin Margaretha war zum großen Teil durch anhaltende Streitigkeiten um die Wahrung ihrer Rechte mit der Kurie in Speyer geprägt, bei denen es vornehmlich um die Eimischung in Visitations- und Wahlangelegenheiten ging. Während ihrer 28-jährigen Amtszeit musste sie vielfältige Reparaturmaßnahmen an Kirchen und Pfarrhäusern durchführen lassen. 1660 wurden sowohl Kirche als auch das Pfarrhaus in Rastatt auf Kosten des Klosters instand gesetzt. 1669 erwarb sie den Quettighof in Baden für 750 Gulden. 1675 verlangte der Markgraf Ernst von Durlach, dass sie die Pfarrkirche in Pforzheim neu errichten lassen solle. 1678 stifteten Magdalena von Öttingen und Franziska, Gattinnen der Markgrafen Wilhelm und Leopold Wilhelm die Einsiedlerkapelle, die 1686 geweiht wurde. Äbtissin Margaretha Loys, die 1680 noch im Alter von 70 Jahren ihre 50-jährige Profess feiern konnte, starb am 25. März 1686 im Alter von 76 Jahren in Lichtenthal und fand ihre letzte Ruhestätte im Kapitelhaus.